# Staré Ždánice
Staré Ždánice település Csehországban, a Pardubicei járásban. Staré Ždánice Dolany, Osice, Praskačka, Podůlšany, Plch, Stéblová és Čeperka településekkel határos. Lakosainak száma 728 fő (2024. január 1.).

## Népesség
A település lakosságának változását az alábbi diagram mutatja:
| Lakosok száma | 804  | 846  | 740  | 666  | 635  | 673  | 708  | 677  | 648  | 728  |
|               | 1869 | 1900 | 1921 | 1961 | 1980 | 2011 | 2016 | 2019 | 2021 | 2024 |